# Les Cartes vivantes
Pour plus de détails, voir Fiche technique et Distribution.
Les Cartes vivantes est un film réalisé par Georges Méliès, sorti en 1904. 

## Synopsis
Un magicien entre sur une scène, sur laquelle est dressée une grande surface blanche. Il se saisit d'un jeu de cartes, en tire une, la montre à la caméra, puis la fait grandir, avant de la jeter contre l'écran blanc qui devient alors une reproduction géante de cette carte. Il fait ensuite de même avec une dame de cœur, qu'il fait ensuite « sortir » de sa carte, et de même avec un roi, qui s'avère être le magicien lui-même. Il salue.

## Interprétation
Georges Méliès : le magicien